# الدغارة
الدغارة هي مدينة عراقية تأسست عام 1877 وهي مركز لقضاء الدغارة في محافظة الديوانية تقع على بعد 16 كيلو مترا شمالاً على الخط السريع بين بغداد والجنوب. تقع على ضفتي نهر الدغارة المتفرع من الضفة اليسرى من الفرات (فرع الحلة) في منطقة صدر الدغارة وقد جاءت تسميتها من كلمة (الدغّارة) التي أطلقت على النهر وهي تعني الدفاع لأنه يدفع السد الذي يقام عليه لتدفق المياه بسرعة، ثم أطلقت هذه التسمية على المدينة فقيل الدغّارة. وقد تميزت بخصائص جغرافية واجتماعية اهتمت بها الدولة العثمانية.حاربت الدغارة الاحتلال العثماني بقيادة شيخها اعطية آل دخيل الشباني زعيم قبيلة الأگرع كما تعتبر من المدن التي انطلقت منها شرارة ثورة العشرين العريقة بزعامة الشيخ شعلان آل عطية آل دخيل عندما أخذ الإنجليز نجليه رهينة.يعتبر قضاء الدغارة من المدن الثقافية والأدبية المهمة على خارطة الثقافة العراقية. ويُعتبر أول من سكن الدغارة هم عشائر الأكرع الشمرية وقبائل الخزاعل. 

## التاريخ
أغفلت أغلب المصادر التاريخية عن ذكرها، إلّا أنه هناك إشارات بسيطة كونها بلدة مهمة إهتمت بزراعة الحبوب والقطن وبالخصوص الرز العنبر المشهور ب(تمن الدغارة) وقد شهد القنصل الفرنسي (جاك روسو) فـي بغداد خلال المدة (1798-1796م) بجودة رز الدغارة وكثرته حتى أنه كان يكاد يكفي لكافة سكان ولاية بغداد الواسعة الأطراف، وجاء ذلك في كتابه الموسوم (رحلة من بغداد إلى حلب) سنة 1808م المطبوع سنة 1899، فلعلها كانت قرية كبيرة أو مركزاً تجارياً للحبوب إلّا إنها لم تكن قد اكتسبت صفة الوحدة الإدارية. وقد جرت تنظيمات إدارية داخلية في العراق بين (1876-1861) ومنها نظام الولاية المتناسق الذي أدخله مدحت باشا سنة 1869 عندما أصبح والياً على العراق فأصبح هناك مركز إداري في الدغارة.
هناك إشارة بأنها موجودة بصورة رسمية سنة 1877م، وكانت تابعة للديوانية، وإن أول مدير ناحية لها محمد الأفندي وتوصف بأنها قصبة لطيفة أخذت بالتقدم والرقي من حيث التجارة والعمران وهي على شاطئ نهر الدغارة الأيمن يبلغ عدد نفوسها 140 نسمة وفيها مرتبات وشعب لتدوير أمور ماليتها.

## وجوه من الدغارة
أنجبت العديد من الأدباء والفنانين وكانت رافدا ثرياً بمواهبها الأدبية والثقافية اشتهر منهم الفنان رحيم ماجد وحمزة ماجد، والشاعر كزار حنتوش، والأديب القاص والمترجم زعيم الطائي، والشاعر يعقوب جواد وراسم الأعسم وستار الزلزلي، ومن شعرائها الشباب الذين برزوا على مستوى العراق: إبراهيم الكوفي وساجد المحنة وأحمد مهلي وأحمد الخيگاني وحسام الشباني وأحمد الدفاعي، كما اشتهرت أيضاً بكتابة الشعر الحسيني وبرز منها عدة أسماء في هذا المجال منهم رحيم النجار. مخلد الشباني حيدر الزاملي فؤاد الشباني.